# あの人に似ている
「あの人に似ている」（あのひとににている）は、高倉健と裕木奈江のデュエットシングル。1994年10月21日にSony Recordsから発売された。

## 解説

### あの人に似ている
郷ひろみや山口百恵の音楽プロデューサーなどで知られる酒井政利と、作曲家の宇崎竜童が音楽監督を担当した企画であり、作詞と作曲にさだまさし・中島みゆきの2人を起用した。
この曲は、男性パートと女性パートがそれぞれ同じコード進行の別メロディーで進行し、サビで一緒になるという複雑な構成になっている。これは、当初さだ・中島で作詞・作曲のどちらかをそれぞれ分担するというオファーになっていたものを、さだが「せっかく中島みゆきとやるのだから」と中島に提案し、あえてこのような構成にしたという。制作にあたっては、まず中島が女性パートを作詞・作曲してデモテープをさだのもとに渡り、女性パートの隙間に男性パートのメロディーをはめ込みサビを作成した。これにより、女性パートだけ抜き出して聞いても、逆に男性パートだけ抜き出して聞いても成立する二重構造の楽曲が完成したという。
1996年にさだのアルバム『古くさい恋の唄ばかり』に男性パート部分のみセルフカバーされたが、2002年に発売された中島のアルバム『おとぎばなし-Fairy Ring-』にさだとのデュエットが収録されている。

## 収録曲
| #         | タイトル                                     | 作詞                   | 作曲                   | 編曲       | 歌               | 時間  |
| --------- | -------------------------------------------- | ---------------------- | ---------------------- | ---------- | ---------------- | ----- |
| 1.        | 「あの人に似ている」                         | さだまさし・中島みゆき | さだまさし・中島みゆき | 渡辺俊幸   | 高倉健・裕木奈江 | 5:46  |
| 2.        | 「各駅停車」                                 | たきのえいじ           | 宇崎竜童               | 丸尾めぐみ | 高倉健           | 4:09  |
| 3.        | 「あの人に似ている」(オリジナル・純カラオケ) |                        |                        |            |                  | 5:46  |
| 4.        | 「あの人に似ている」(女唄入りカラオケ)       |                        |                        |            |                  | 5:46  |
| 合計時間: | 合計時間:                                    | 合計時間:              | 合計時間:              | 合計時間:  | 合計時間:        | 21:27 |

## カバー
| アーティスト     | 収録作品（初出のみ）     | 発売日           | 規格品番         | 備考                                        |
| あの人に似ている | あの人に似ている         | あの人に似ている | あの人に似ている | あの人に似ている                            |
| ---------------- | ------------------------ | ---------------- | ---------------- | ------------------------------------------- |
| さだまさし       | 古くさい恋の唄ばかり     | 1996年10月25日   | CD:WPC7-8240     | セルフカバー 男性パート部分のみセルフカバー |
| 中島みゆき       | おとぎばなし-Fairy Ring- | 2002年10月23日   | CD:YCCW-00039    | セルフカバー さだまさしとのデュエット       |